# 에드가르 라미레스
에드가르 필리베르토 라미레스 아레야노(스페인어: Édgar Filiberto Ramírez Arellano, 1977년 3월 25일~)는 베네수엘라의 배우이다.

## 출연 작품
- 밴티지 포인트 - 자비에 역
- 핸즈 오브 스톤 - 로베르토 듀란 역
- 걸 온 더 트레인 - 캐멀 박사 역
- 골드 - 마이크 역
- 브라이트
- 라 퀸두드
- 라스트 데이스 오브 아메리칸 크라임 - 그레이엄 브리크 역
- 예스 데이! - 토레스씨 역
- 정글 크루즈 - 돈 로페 데 아기레 역
- 355 - 루이스 로하스 역
- 에밀리아 페레즈 - 구스타포 브런 역
- 보더랜드 - 아틀라스 역